# Gentianella promethea
Gentianella promethea är en gentianaväxtart som först beskrevs av Juzepczuk, och fick sitt nu gällande namn av Josef Holub. Gentianella promethea ingår i släktet gentianellor, och familjen gentianaväxter. Inga underarter finns listade i Catalogue of Life.